# Tigres UANL
Club de Fútbol Tigres de la Universidad Autónoma de Nuevo León, cunoscut ca Tigres de la UANL, sau simplu Tigres, este un club de fotbal mexican din San Nicolás de los Garza, Nuevo León, fondat în 1960.

## Lotul actual
La 9 iulie 2025.
| Nr. |                            | Poziție | Jucător             |
| --- | -------------------------- | ------- | ------------------- |
| 1   | Argentina                  | P       | Nahuel Guzmán       |
| 2   | Brazilia                   | F       | Joaquim             |
| 4   | Mexic                      | F       | Juanjo Purata       |
| 6   | Mexic                      | M       | Juan Vigón          |
| 7   | Argentina                  | A       | Ángel Correa        |
| 8   | Uruguay                    | M       | Fernando Gorriarán  |
| 9   | Argentina                  | A       | Nicolás Ibáñez      |
| 10  | Franța                     | A       | André-Pierre Gignac |
| 11  | Argentina                  | M       | Juan Brunetta       |
| 13  | Statele Unite ale Americii | P       | Antonio Carrera     |
| 14  | Mexic                      | F       | Jesús Garza         |
| 15  | Mexic                      | F       | Eduardo Tercero     |
| 16  | Mexic                      | M       | Diego Lainez        |
| 17  | Mexic                      | M       | Sebastián Córdova   |
| 19  | Mexic                      | A       | Iván López          |

| Nr. |          | Poziție | Jucător                 |
| --- | -------- | ------- | ----------------------- |
| 20  | Mexic    | F       | Javier Aquino           |
| 21  | Mexic    | M       | Eugenio Pizzuto         |
| 22  | Mexic    | M       | Uriel Antuna            |
| 23  | Brazilia | M       | Rômulo                  |
| 24  | Mexic    | M       | Marcelo Flores          |
| 25  | Mexic    | P       | Carlos Felipe Rodríguez |
| 26  | Mexic    | A       | Leonardo Flores         |
| 27  | Mexic    | F       | Jesús Alberto Angulo    |
| 28  | Mexic    | F       | Fernando Ordóñez        |
| 31  | Mexic    | P       | Fernando Tapia          |
| 32  | Mexic    | F       | Vladimir Loroña         |
| 33  | Mexic    | F       | Rafael Guerrero         |
| 34  | Mexic    | M       | Bernardo Parra          |
| 35  | Mexic    | F       | Osvaldo Rodríguez       |
| 77  | Mexic    | A       | Ozziel Herrera          |

## Palmares

### Domestic League
- Liga MX: 3

1977-78, 1981-82, Apertura 2011
- Copa MX: 3

1975-76, 1995-96, Clausura 2014
- Ascenso MX: 2

Invierno 1996, Verano 1997
- Segunda División: 1

1973-74
- Interliga: 2

2005, 2006
- Mexico's Under-20 Tournament: 1

2009-10

### Internațional
- SuperLiga: 1

2009

### Neoficiale
- Rio Grande Plate: 2

2007, 2008
- Serie Mundial de Futbol: 1

2007
- Copa Chiapas: 1

2008
- Copa Cani: 1

2013

## Numere retrase
- 7 –  Gerónimo Barbadillo, Midfielder (1977–1982)
- 12 – Club Supporters ("The 12th Man")

## Antrenori
- Víctor Manuel Vucetich (1 iulie 1995 – 30 iunie 1996)
- Miguel Mejía Barón (1999)
- Víctor Manuel Vucetich (Sept 17, 1999–30 iunie 2000)
- Ricardo Ferretti (1 iulie 2000 – 30 iunie 2003)
- Nery Pumpido (1 iulie 2003–Nov 15, 2004)
- Leonardo Álvarez (Jan 2005–Dec 05)
- Ricardo Ferretti (Jan 1, 2006–30 iunie 2006)
- José Luis Trejo (1 iulie 2006–Oct 1, 2006)
- Mario Carrillo (Oct 6, 2006–30 iunie 2007)
- Américo Gallego (1 iulie 2007–Feb 13, 2008)
- Manuel Lapuente (Feb 14, 2008–Feb 22, 2009)
- José Pekerman (Feb 24, 2009–30 iunie 2009)
- Daniel Guzmán (1 iulie 2009 – 30 iunie 2010)
- Ricardo Ferretti (1 iulie 2010–)